# DDL intercettazioni
La DDL Intercettazioni est un projet de loi soumis au Parlement italien en 2008. D'abord lié à l'écoute téléphonique, l'évolution du projet soulève la controverse dans le milieu médiatique italien depuis le début des années 2010.

## Contexte
En 2006, le Max-Planck-Institut für ausländisches und internationales Strafrecht évalue que les Italiens sont les Européens chez qui l'écoute téléphonique est la plus répandue. Le premier ministre Silvio Berlusconi lui-même, ainsi que d'autres personnalités italiennes, ont vu certaines de leurs conversations enregistrées et publiées. Ainsi, en décembre 2007, une conversation entre Berlusconi, alors chef des partis d'opposition, et Agostino Saccà, directeur général de la RAI, est publiée par le magazine L'espresso, s'attirant de fortes critiques de la part de Berlusconi.
Le 30 juin 2008, environ deux mois après l'élection du Gouvernement Berlusconi IV, le projet de loi DDL intercettazioni est proposé par le ministre de la justice italien Angelino Alfano. Près d'un an plus tard, le 11 juin 2009, le projet est approuvé par la chambre des députés. Une autre année passe et, le 10 juin 2010, une version modifiée du projet de loi est adopté par le Sénat italien. De retour à la chambre des députés, le texte y est soumis en octobre 2011. 
Le projet de loi soulève la controverse,.

## Paragraphe 29
La controverse concerne principalement le paragraphe 29 du projet de loi, débattu par la chambre des députés.
Le paragraphe spécifie que toute personne se sentant lésée par le contenu d'une publication bénéficie automatiquement d'un droit de réponse non modifiable, qui doit être publié dans les 48 heures au même endroit et avec la même visibilité que le contenu original et ce, sans droit de refus de la requête. Le paragraphe prévoit que si après 48 heures, la réponse n'a pas été publiée, la personne s'estimant lésée peut poursuivre l'éditeur au civil, ce dernier s'exposant à des amendes de l'ordre de 9 500 à 12 000 euros.

## Grèves et manifestations
Le 9 juillet 2010, les journalistes italiens font la grève pour protester contre le projet de loi.
Le 4 octobre 2011, toutes les pages de la Wikipédia en italien sont redirigées vers une déclaration dénonçant la loi.